# Lacave (Lot)
Lacave is een gemeente in het Franse departement Lot (regio Occitanie). De plaats maakt deel uit van het arrondissement Gourdon. Lacave telde op 1 januari 2022 264 inwoners.

## Geografie
De oppervlakte van Lacave bedroeg op 1 januari 2022 21,19 vierkante kilometer; de bevolkingsdichtheid was toen 12,5 inwoners per km².

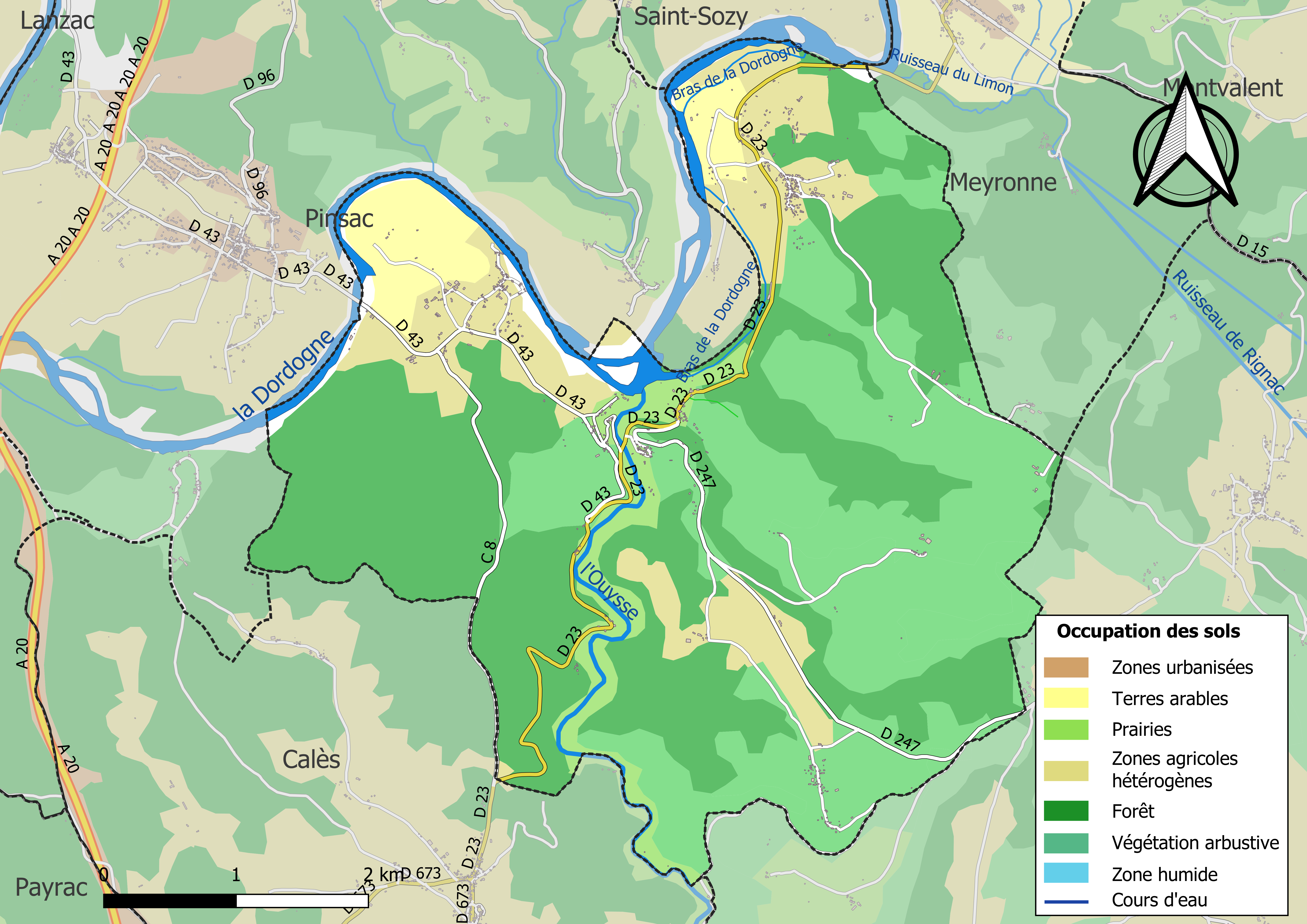
Kaart van de gemeente met de belangrijkste infrastructuur, bodemgebruik en omliggende gemeenten

## Demografie
Onderstaande figuur toont het verloop van het inwonertal (bron: INSEE-tellingen).